# Çatköy, Çubuk
Çatköy là một xã thuộc huyện Çubuk, tỉnh Ankara, Thổ Nhĩ Kỳ.